# Laura Morante
Laura Morante (Santa Fiora, 21 de agosto de 1956) es una actriz italiana, ganadora del Nastro d'argento y del David di Donatello. 

## Biografía
Nacida en Santa Fiora,  provincia de Grosseto, fue la séptima de ocho hijos, hija del abogado y dramaturgo Marcello Morante, quien era hermano de la novelista Elsa Morante.
Originalmente una bailarina, Morante comenzó su carrera como actriz en el escenario a los 18 años de edad, en la compañía teatral de Carmelo Bene. Hizo su debut en el cine en Oggetti smarriti, dirigida por Giuseppe Bertolucci. Tuvo su primer éxito personal gracias a Nanni Moretti, quien le dio el papel principal en Bianca.
Después de su matrimonio con el actor francés Georges Claisse, Morante se trasladó a París, donde, gracias a la participación en numerosas producciones, adquirió una cierta notoriedad en el cine de arte europeo. De regreso en Italia, en 2001 ganó el David di Donatello a la mejor actriz por la su actuación en La habitación del hijo. En 2003 fue nominada para el David di Donatello en la misma categoría por la película de Gabriele Muccino Ricordati di me, y ganó el Nastro d'argento a la mejor actriz por L'amore è eterno finché dura de Carlo Verdone.
Muy activa en Francia, en 2012 Morante hizo su debut como directora y guionista con la  coproducción italiana y francesa La cerise sur le gâteau, por la que fue nominada al David de Donatello a la mejor dirección novel.

## Filmografía seleccionada
- 1981: Sueños dorados
- 1981: La tragedia de un hombre ridículo
- 1983: Golpear al corazón
- 1984: La doble vida de Matías Pascal
- 1984: Bianca
- 1985: Goya
- 1986: À Flor do Mar
- 1987: Bala blindada
- 1987: El valle fantasma
- 1989: Cuerpos perdidos
- 1989: Los muchachos de Via Panisperna
- 1990: On Tour
- 1990: La femme fardée
- 1996: Vacaciones de agosto
- 1997: Marianna Ucrìa
- 1997: La mirada del otro
- 2000: Las primeras luces del alba
- 2001: Vajont: Presa Mortal
- 2001: La habitación del hijo
- 2001: Hotel
- 2002: Pasos de baile
- 2002: Un viaje llamado amor
- 2003: Teresa de Calcuta
- 2003: Ricordati di me
- 2004: L'amore è eterno finché dura
- 2005: El imperio de los lobos
- 2007: Il nascondiglio
- 2006: Patio de butacas
- 2006: Asuntos privados en lugares públicos
- 2007: Las aventuras amorosas del joven Molière
- 2007: La mujer del anarquista
- 2009: Il grande sogno
- 2010: Il figlio più piccolo
- 2011: La cerise sur le gâteau
- 2012: Ipu, el loco
- 2013: Romeo y Julieta
- 2015: Si Dios quiere
- 2024: Nonostante

## Premios y distinciones
Festival Internacional de Cine de Venecia
| Año  | Categoría                                    | Película                             | Resultado |
| ---- | -------------------------------------------- | ------------------------------------ | --------- |
| 2006 | Premio Francesco Pasinetti a la mejor actriz | Asuntos privados en lugares públicos | Ganadora  |